# Muhlenbergia ciliata
Muhlenbergia ciliata är en gräsart som först beskrevs av Carl Sigismund Kunth, och fick sitt nu gällande namn av Carl Sigismund Kunth. Muhlenbergia ciliata ingår i släktet muhlygräs, och familjen gräs. Inga underarter finns listade i Catalogue of Life.